# Radoslav Židek
Radoslav Židek (Žilina, 15 de octubre de 1981) es un deportista eslovaco que compitió en snowboard, especialista en la prueba de campo a través.
Participó en los Juegos Olímpicos de Turín 2006, obteniendo la medalla de plata en la prueba de campo a través.

## Medallero internacional
| Juegos Olímpicos | Juegos Olímpicos | Juegos Olímpicos | Juegos Olímpicos |
| Año              | Lugar            | Medalla          | Competición      |
| ---------------- | ---------------- | ---------------- | ---------------- |
| 2006             | Turín (Italia)   | Medalla de plata | Campo a través   |